# حزب آرمناکان
حزب آرمناکان (به ارمنی Արմենական Կուսակցութիւն - به انگلیسی Armenakan Party)، تحت تأثیر آموزه‌های مکرتیچ پرتوگالیان در سال ۱۸۸۵ میلادی تشکیل شد که نقش مهمی در گسترش اندیشه‌های لیبرالی در مقطع پایانی سده نوزدهم و اوایل سده بیستم میلادی ایفا نمود.

## مکرتیچ پرتوگالیان
مکرتیچ پرتوگالیان در قامت یک معلم ارمنی، نقش مهمی در گسترش و تقویت فرهنگ و زبان ارمنی و نیز آموزه‌های لیبرال در جامعه ارمنی تحت کنترل امپراتوری عثمانی به ویژه در شهرهای قسطنطنیه، یودوکیا و وان ایفا نمود. پس از تبعید پرتوگالیان به فرانسه که توسط دولت وقت عثمانی در سال ۱۸۸۵ میلادی صورت گرفت، فعالیت‌های فرهنگی و آموزشی پرتوگالیان در فرانسه آغاز گشت و تا زمان مرگ وی در سال ۱۹۲۱ میلادی تداوم یافت. از جمله مهم‌ترین اقدامات پرتوگالیان انتشار نشریه آرمنیا در مارسی، فرانسه بود.

## شکل گیری حزب آرمناکان
هسته اولیه شکل گیری حزب آرمناکان توسط تعدادی از جوانان تحصیل کرده ارمنی در شهر وان ترکیه در سال ۱۸۸۵ میلادی به وجود آمد. این افراد، دانشجویان سابق مدارس پرتوگالیان در شهر وان یعنی «وارژا پتانوتس» و «کدروناکان وارژاران» بودند که در فضای سیاسی ملتهب میانه سده نوزدهم میلادی، به فکر تأسیس یک سازمان سیاسی و انقلابی افتادند و نخستین حزب سیاسی انقلابی ارمنی در سده نوزدهم گردید.
نام آرمناکان از نشریه ارمنستان مشتق شده بود و اعضای حزب نیز در سطح جامعه ارمنی به «آرمناکان‌ها» یا «آرمناکانن» معروف گشتند. برنامه و اهداف حزب آرمناکان نیز در سندی مکتوب شامل هفت بخش تدوین گردید. حزب، هدف اصلی خود را تحقق حقوق ارمنیان از طریق انقلاب اعلام نمود و برای اجرایی ساختن آن هفت راهکار را مورد توجه قرار داد. در این بین نقش پرتوگالیان به عنوان «پدر معنوی آرمناکان» بسیار شایان توجه بود.
حزب برای پیشبرد اهداف خود، اقدام به تأسیس شعبات متعددی در امپراتوری عثمانی، روسیه، ایران و آمریکا نمود. فعالیت حزب آرمناکان در امپراتوری عثمانی عمدتاً در شهرهای استانبول، ترابزون و وان در ایران نیز عمدتاً در شهرهای تبریز و سلماس صورت می‌گرفت. بدین ترتیب حزب توانست با تکیه بر رهبری معنوی و فکری پرتوگالیان و نیز با اتکا به نیروهای خود در جنبش آزادی بخش ملی ارمنی نقش مهمی را ایفا نماید. هر چند به لحاظ ایدئولوژیکی میان حزب آرمناکان با احزابی چون فدراسیون انقلابی ارمنی و حزب سوسیال دموکرات هنچاکیان اختلاف نظر وجود داشت، اما این امر مانع از همکاری میان آن‌ها نشد که نمونه بارز آن همکاری سه حزب در جریان دفاع از شهر وان در مقابله با تهاجم نیروهای عثمانی در ژوئن ۱۸۹۶ میلادی بود.
مهم‌ترین اهداف و برنامه‌های آرمناکان را بدین صورت به چاپ رسید:
«واجب است علیه استبداد تُرکان به پا خیزیم و آن‌ها را از طریق انقلاب ساقط کنیم. چون در این صورت است که می‌توانیم خودمان را اداره کنیم. بین طبقات و اصناف نباید هیچ گونه تبعیض و اختلافی وجود داشته باشد. چون این اختلافات جنبش ارمنی‌ها را سست می‌سازد و از کارایی آن می‌کاهد. آرمناکان‌ها باید از ایجاد تظاهرات، اعتراضات، هرج و مرج‌های بی موقع و همچنین ترور، جز در موارد استثنایی، احتراز ورزند. حزب باید رهبر و سازمانی مرکزی داشته باشد و با نمایندگان دیگر ناحیه‌ها و بخش‌ها، ملاقات و جلسات برگزار کند. همچنین زمان جنبش‌های عمومی را تشخیص دهد. حزب باید روزنامه آرمنیا را از لحاظ مادی و معنوی حمایت کند؛ اما مدیر مسئول آن هیچ گونه مسئولیتی در عملیات اجرایی و مالی حزب نخواهد داشت. اگر مردم جنوب یعنی کُردها، تُرک‌ها و دیگران به رشد فکری برسند و پیشنهاد همکاری با ارمنیان را بدهند، باید با آن‌ها همکاری کرد؛ چون آن‌ها فرزندان این حکومت هستند ولی با این تضمین که بعد از موفقیت با هم حقوق مساوی داشته باشیم.»
دیدگاه اعظای حزب آرمناکان معتدل بود و آن‌ها احساس می‌کردند که می‌توانند بدون استفاده از خشونت و تظاهرات و تنها از طریق فعالیت‌های فرهنگی، مردم را برای انقلاب آماده سازند و به اهداف خود برسند. فعالیت‌های سیاسی، فرهنگی و نظامی آرمناکان تا مقطع پایان جنگ جهانی اول ادامه یافت و این حزب لیبرال ارمنی مانند سایر نیروهای سیاسی آن زمان، هدف اصلی خود را مبارزه با دولت عثمانی و کسب استقلال سیاسی ارمنستان روسیه قرار داد.

## تشکیل حزب لیبرال آرمناکان - رامگاوار آزاتاکان
با خروج اجباری نیروهای سیاسی ارمنی از جامعه ارمنستان، فعالیت این نیروها در خارج از کشور و در بین جامعه جماعت ارمنیان پراکنده ادامه یافت. اما روند فعالیت این نیروها در خارج از کشور با فراز و نشیب‌های بسیار فراوانی همراه بود که برآیند آن اختلافات داخلی و تجزیه احزاب سیاسی ارمنی تا اختلافات بیرونی و تشکیل اتحادها و ائتلاف‌های متعدد میان احزاب بود. حزب آرمناکان نیز از این قاعده مستثنی نبود و تحولات زیادی را تجربه نمود. در مهم‌ترین تحول، بخش مهمی از اعضای سه حزب ارمنی (آرمناکان، داشناکسوتیون و هنچاکیان) اقدام به تأسیس یک حزب جدید تحت عنوان حزب لیبرال دموکراتیک کردند که در ادبیات سیاسی ارمنی به «حزب رامگاوار» مشهور است.
حزب رامگاوار هدف اصلی خود را آزادی و استقلال ارمنستان اعلام نمود و برنامه‌های گسترده سیاسی رسانه‌ای را در بین جماعت ارمنیان پراکنده سامان داد. هرچند حزب رامگاوار برای گسترش نفوذ خود در جامعه دیاسپورا (جماعت ارمنیان پراکنده) با دو رقیب قدرتمند یعنی هنچاکیان و داشناکسوتیون رو به رو بود که سایه آن تا اوایل دهه ۱۹۵۰ میلادی کاملاً بر فعالیت‌های حزب رامگاوار سنگینی می‌کرد. با وقوع تحولات سیاسی در اتحاد جماهیر شوروی در اواخر دهه ۱۹۸۰ میلادی زمینه لازم برای برگشت به سرزمین ارمنستان فراهم گشت.

## تشکیل حزب جدید لیبرال دموکراتیک ارمنستان
با استقلال سیاسی ارمنستان و استقرار نظام جدید سیاسی، حزب لیبرال دموکراتیک (رامگاوار) توانست پس از هفتاد سال دوری از وطن به ارمنستان برگردد. پس از شروع مجدد فعالیت در ارمنستان نام حزب به لیبرال دموکراتیک ارمنستان تغییر کرد. حزب برای بیان دیدگاه‌ها و مواضع مورد نظر خود، اقدام به تأسیس و انتشار روزنامه آزگ، به معنی (ملت) نمود که به عنوان ارگان رسمی حزب جدید لیبرال دموکراتیک ارمنستان شناخته می‌شد.
- انتخابات پارلمانی سال ۱۹۹۵ میلادی (کسب آرا ۲/۶ درصد) با یک کرسی پارلمان.
- انتخابات پارلمانی سال ۱۹۹۹ میلادی (کسب آرا ۰/۷ درصد) بدون نماینده در پارلمان.
- انتخابات ریاست جمهوری سال ۱۹۹۸ میلادی (کاندید ویگن خاچاطریان)، (کسب آرا ۳/۰ درصد)، جایگاه هشتم.

## تشکیل حزب لیبرال دموکراتیک آرمناکان
ناکامی‌های سیاسی پیاپی حزب لیبرال دموکراتیک ارمنستان موجب شد بخشی از رهبران و اعضای بخش قدیمی حزب مصمم به تأسیس حزب جدیدی تحت عنوان حزب لیبرال دموکراتیک آرمناکان در سال ۲۰۰۹ میلادی شوند. اما این حزب رسماً از سوی رهبری حزب لیبرال دموکراتیک ارمنستان در جامعه جماعت ارمنیان پراکنده به رسمیت شناخته نشد. ریشه اصلی این اختلافات به تقابل طرفداران تداوم رویکرد سنتی حزب و حامیان تغییر وضع موجود و اتخاذ شیوه‌های نوین بر می‌گشت.

## ادغام دو حزب و تشکیل حزب لیبرال دموکراتیک
از اوایل ماه دسامبر ۲۰۱۱ میلادی، رایزنی‌هایی میان رهبران دو حزب لیبرال دموکراتیک آرمناکان و لیبرال دموکراتیک ارمنستان با هدف ادغام دو حزب آغاز شد؛ و در سوم ژوئن ۲۰۱۲ میلادی حزب جدید لیبرال دموکراتیک تشکیل شد. بلافاصله پس از این تصمیم، مجمع قانونگذاری مشترک دو حزب تشکیل شد و ضمن اعلام رسمی تشکیل حزب لیبرال دموکراتیک، ۲۵ عضو کمیته مرکزی انتخاب شدند و «هاکوپ آوتیکیان» نیز به عنوان دبیر کل حزب برگزیده شد.

## مطالعه بیشتر
- کتاب جریان‌های سیاسی جمهوری ارمنستان، نویسنده:ولی کوزه‌گر کالجی،انتشارات:آشیان، سال:۱۳۹۳ تهران. شابک:۴-۰۳-۷۲۹۳-۶۰۰-۹۷۸